# Cattedrale dell'Assunzione di Maria Vergine (Varaždin)
La cattedrale dell'Assunzione di Maria Vergine (in croato: Katedrala Uznesenja Blažene Djevice Marije) si trova a Varaždin, in Croazia. La chiesa è dal 1997 la cattedrale della diocesi di Varaždin.
La cattedrale di Varaždin è stata costruita in stile barocco tra il 1642 ed il 1646 dall'ordine dei Gesuiti. Il campanile è stato costruito nel 1676, la sagrestia è stata completata nel 1726. Dopo l'abolizione dell'ordine dei Gesuiti nel 1773, la chiesa è passata ai Paolini. In seguito la chiesa fu secolarizzata nel 1788 e convertita in un granaio per scopi militari. Nel 1797 la chiesa fu nuovamente consacrata. 
La facciata si distingue per lo splendido portale protobarocco recante lo stemma della nobile famiglia Drašković. All'interno spicca l'altare, collocato nella navata centrale e impreziosito da elaborati intagli e da una pala dorata raffigurante l'Assunzione della Vergine Maria.
La bolla Clarorum sanctorum del 5 luglio 1997 di papa Giovanni Paolo II ha elevato la chiesa a cattedrale della nuova diocesi di Varaždin.